# Brothers and Sisters (ER)
Brothers and Sisters is de negentiende aflevering van het achtste seizoen van de televisieserie ER, die voor het eerst werd uitgezonden op 25 april 2002.

## Verhaal
Dr. Lewis krijgt een telefoontje van haar nicht Susie met de mededeling dat zij met haar moeder in gevaar zijn. Onderzoek door de politie in Chicago ontdekt dr. Lewis dat zij in New York zijn, zij gaat daar meteen naartoe om met hulp van de NYPD naar hen te zoeken. Met hulp van de politieagenten vindt zij uiteindelijk haar zus Chloe, zij is onder invloed van drugs door liefdesverdriet en weet niet waar Susie is. 
Lockhart gaat terug naar haar appartement nadat haar agressieve buurman is verhuisd. Dr. Carter komt haar opzoeken en ziet dat zij weer aan het drinken is. Hij legt de schuld bij dr. Kovac, die haar er niet van weerhoudt te drinken.
Dr. Corday krijgt een telefoontje van Rachel, die met haar vader in Hawaï zit, dat het slecht gaat met haar man. Zij vraagt aan dr. Romano of zij naar haar man mag gaan om hem te steunen in zijn laatste dagen. 
Dr. Pratt en Gallant doen bij een patiënt een procedure waar zij niet voor geautoriseerd zijn, met veel geluk zorgen zij ervoor dat de patiënt blijft leven. Dr. Carter kan dit echter niet waarderen en wil beide straffen, dr. Pratt is hier niet gevoelig voor en gaat gewoon zijn eigen weg. Ondertussen heeft hij zijn ogen laten vallen op dr. Jing-Mei en vraagt haar uit. 
Deze aflevering is een cross-over met de televisieserie Third Watch.

## Rolverdeling

### Hoofdrollen
- Noah Wyle - Dr. John Carter
- Laura Innes - Dr. Kerry Weaver
- Alex Kingston - Dr. Elizabeth Corday
- Paul McCrane - Dr. Robert Romano
- Goran Višnjić - Dr. Luka Kovac
- Sherry Stringfield - Dr. Susan Lewis
- Ming-Na - Dr. Jing-Mei Chen
- Mekhi Phifer - Dr. Gregory Pratt
- Maura Tierney - verpleegster Abby Lockhart
- Deezer D - verpleger Malik McGrath
- Yvette Freeman  - verpleegster Haleh Adams
- Lily Mariye - verpleegster Lily Jarvik
- Kyle Richards - verpleegster Dori
- Dinah Lenney - verpleegster Shirley
- Lyn Alicia Henderson - ambulancemedewerker Pamela Olbes
- Brian Lester - ambulancemedewerker Brian Dumar
- Sharif Atkins - Michael Gallant
- Abraham Benrubi - Jerry Markovic

### Gastrollen (selectie)
- Amy Carlson - Alex Taylor
- Molly Price - politieagente New York Faith Yokas
- Jason Wiles - politieagent New York Maurice Boscorelli
- Joe Lisi - inspecteur New York Swersky
- Kim Raver - ambulancewedewerker New York Kim Zambrano
- Mitch Morris - Edwards
- Nancy Stafford - moeder van Alan
- Harold Surratt - Eerwaarde Ed
- Sam Vlahos - Pablo
- Kathleen Wilhoite - Chloe
- Chad McKnight - politieagent Wilson